# Inhibiteur non compétitif

Mode d'action d'un inhibiteur non compétitif.

Un inhibiteur non compétitif est un inhibiteur enzymatique qui agit en se liant, avec une affinité égale, aussi bien à l'enzyme dont le site actif est libre qu'au complexe formé par l'enzyme et son substrat (contrairement à un inhibiteur compétitif qui ne se lie qu'à une enzyme dont le site actif est libre) ; si cet inhibiteur a une plus grande affinité pour l'enzyme seule ou pour le complexe enzyme-substrat, il s'agit d'un inhibiteur mixte.
Les inhibiteurs non compétitifs sont allostériques, c'est-à-dire qu'ils se lient ailleurs qu'au site actif de l'enzyme. Un inhibiteur non compétitif peut se lier à l'enzyme aussi bien quand son site actif est libre que lorsqu'il est occupé, alors qu'un inhibiteur compétitif ne se lie qu'aux enzymes dont le site actif est libre.

## Mécanisme
Contrairement à un inhibiteur compétitif, lequel bloque la formation du complexe enzyme-substrat, un inhibiteur non compétitif n'empêche pas la formation du complexe enzyme-substrat, mais empêche ce dernier de conduire à la formation des produits de réaction.
Ce type d'inhibition réduit la vitesse maximum Vmax de la réaction chimique catalysée sans modifier la constante de Michaelis Km de l'enzyme.

Représentation de Lineweaver-Burk soulignant la réduction de la vitesse maximum V_{max} avec l'augmentation de la concentration de l'inhibiteur compétitif (courbes 2 et 3) tandis que la constante de Michaelis K_{m} demeure identique à celle de l'enzyme sans inhibiteur non compétitif (courbe 1 en rouge).

Par exemple, le cytochrome P450 2C9 possède plusieurs inhibiteurs non compétitifs, comme la nifédipine, la tranylcypromine (en), l'isothiocyanate de phénétyle (en) et la 6-hydroxyflavone ; cette dernière se lie sur un site allostérique de l'enzyme.